# Uloborus albofasciatus
Espèce
Uloborus albofasciatus est une espèce d'araignées aranéomorphes de la famille des Uloboridae.

## Distribution
Cette espèce est endémique de Nouvelle-Guinée.

## Publication originale
- Chrysanthus, 1967 : Spiders from south New Guinea IX. Tijdschrift voor Entomologie, vol. 110, p. 89-105.